# Mozambik a 2013-as úszó-világbajnokságon
Mozambik két úszóval vett részt a 2013-as úszó-világbajnokságon, akik négy versenyszámban indultak.

## Úszás
Férfi
| Versenyző      | Verseny                  | Selejtező | Selejtező | Elődöntő          | Elődöntő          | Döntő             | Döntő             |
| Versenyző      | Verseny                  | Idő       | Helyezés  | Idő               | Helyezés          | Idő               | Helyezés          |
| -------------- | ------------------------ | --------- | --------- | ----------------- | ----------------- | ----------------- | ----------------- |
| Valdo Lourenço | 50 méteres gyorsúszás    | 25.58     | 72        | Nem jutott tovább | Nem jutott tovább | Nem jutott tovább | Nem jutott tovább |
| Valdo Lourenço | 50 méteres pillangóúszás | 26.72     | 63        | Nem jutott tovább | Nem jutott tovább | Nem jutott tovább | Nem jutott tovább |

Női
| Versenyző      | Verseny               | Selejtező  | Selejtező  | Elődöntő          | Elődöntő          | Döntő             | Döntő             |
| Versenyző      | Verseny               | Idő        | Helyezés   | Idő               | Helyezés          | Idő               | Helyezés          |
| -------------- | --------------------- | ---------- | ---------- | ----------------- | ----------------- | ----------------- | ----------------- |
| Miriam Corsini | 50 méteres gyorsúszás | Nem indult | Nem indult | Nem jutott tovább | Nem jutott tovább | Nem jutott tovább | Nem jutott tovább |
| Miriam Corsini | 50 méteres mellúszás  | 33.45      | 52         | Nem jutott tovább | Nem jutott tovább | Nem jutott tovább | Nem jutott tovább |